# كاميدانا

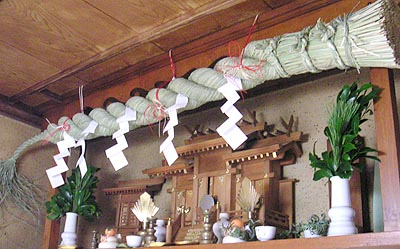
كاميدانا.

كاميدانا (باليابانية: 神棚) والتي تعني رف الإله هو ضريح مصغر يوضع ضمن المنازل لتقديس الآلهة ضمن معتقدات الشينتو في اليابان.
يوضع الكاميدانا عادة عاليا على الحائط ويحتوي على العديد من الأشياء المرتبطة بطقوس الشينتو، وأهمها هو ما يعرف باسم شينتاي وهو شيء مخصص لإيواء الكامي المختار، وبالتالي منحه شكلاً ماديًا للسماح بعبادته. والذي يكون عادة عبارة عن مرآة دائرية كما يمكن أن يكون أيضا أحجار الماغاتاما أو جواهر أو أي شيء آخر ذو قيمة رمزية كبيرة. عادة ما تتكون العبادة فيالكاميدانا من تقديم صلوات بسيطة وطعام (مثل الأرز والفواكه والماء) والزهور. و من المهم طقسيا أن يقوم أفراد الأسرة بتطهير أيديهم أو أفواههم قبل العبادة فيالكاميدانا.
لا يقتصر وضع الكاميدانا في المنازل فقط، بل يوجد في معظم دوجو فنون القتال اليابانية، أو بعض مكاتب الشركات.

## معرض صور

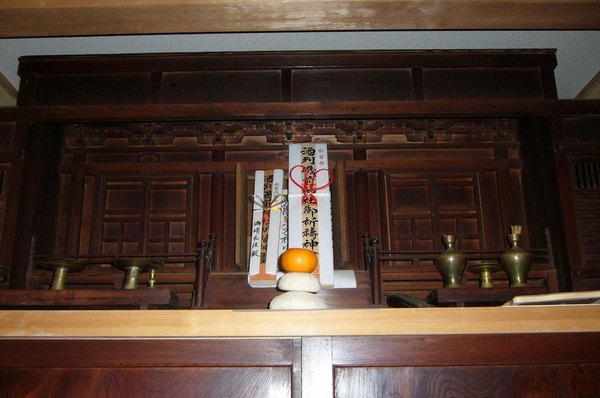
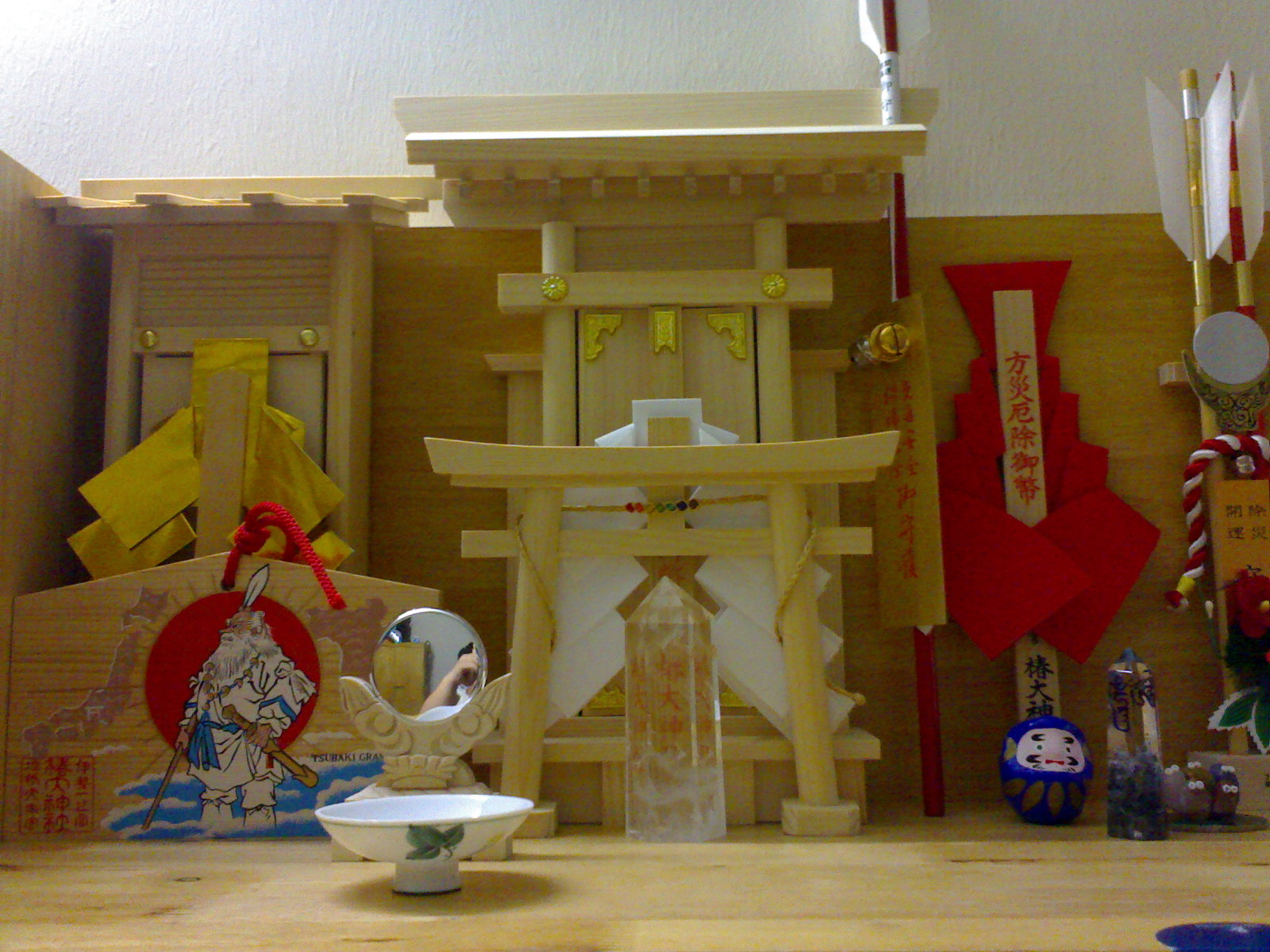
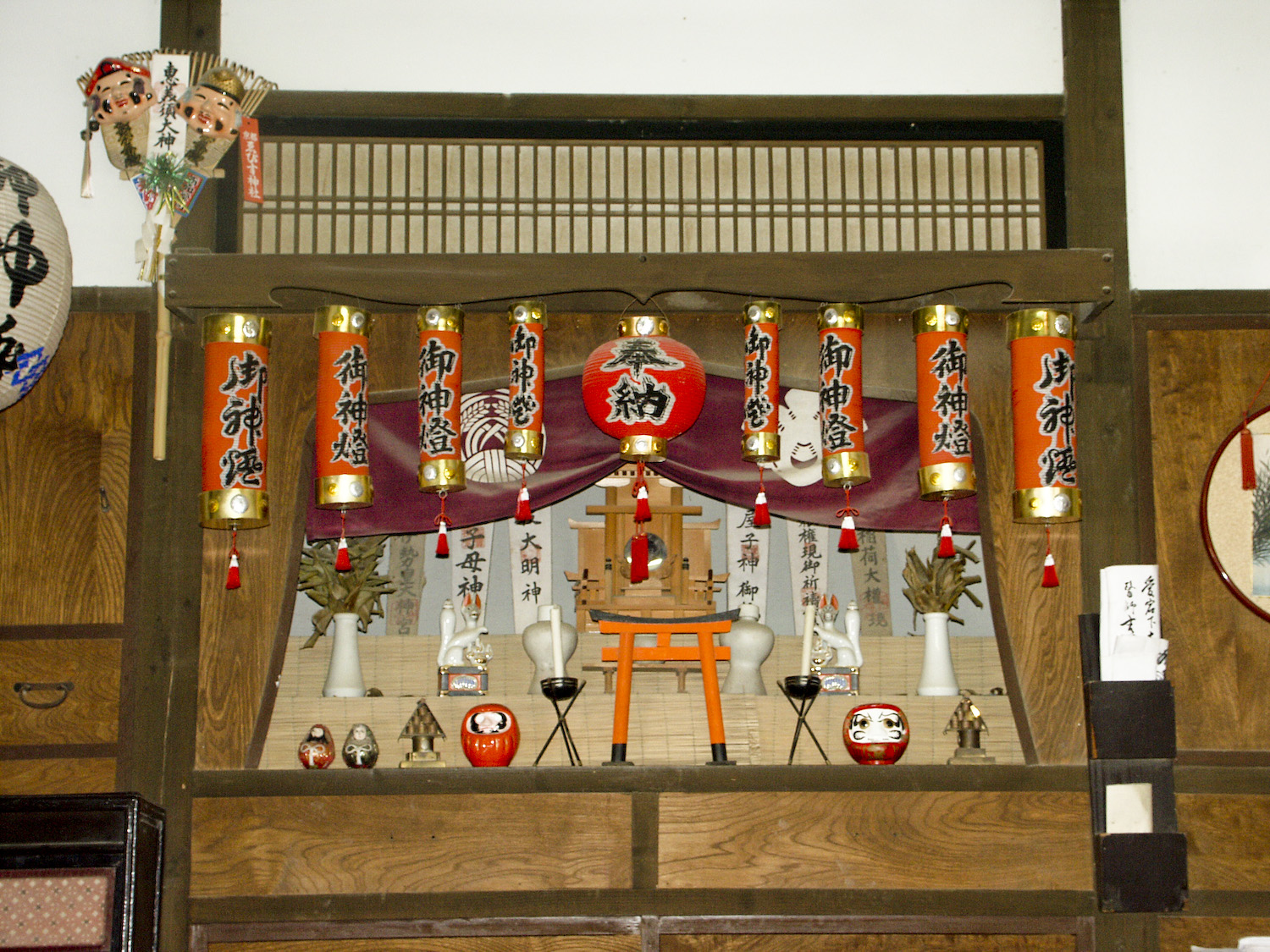
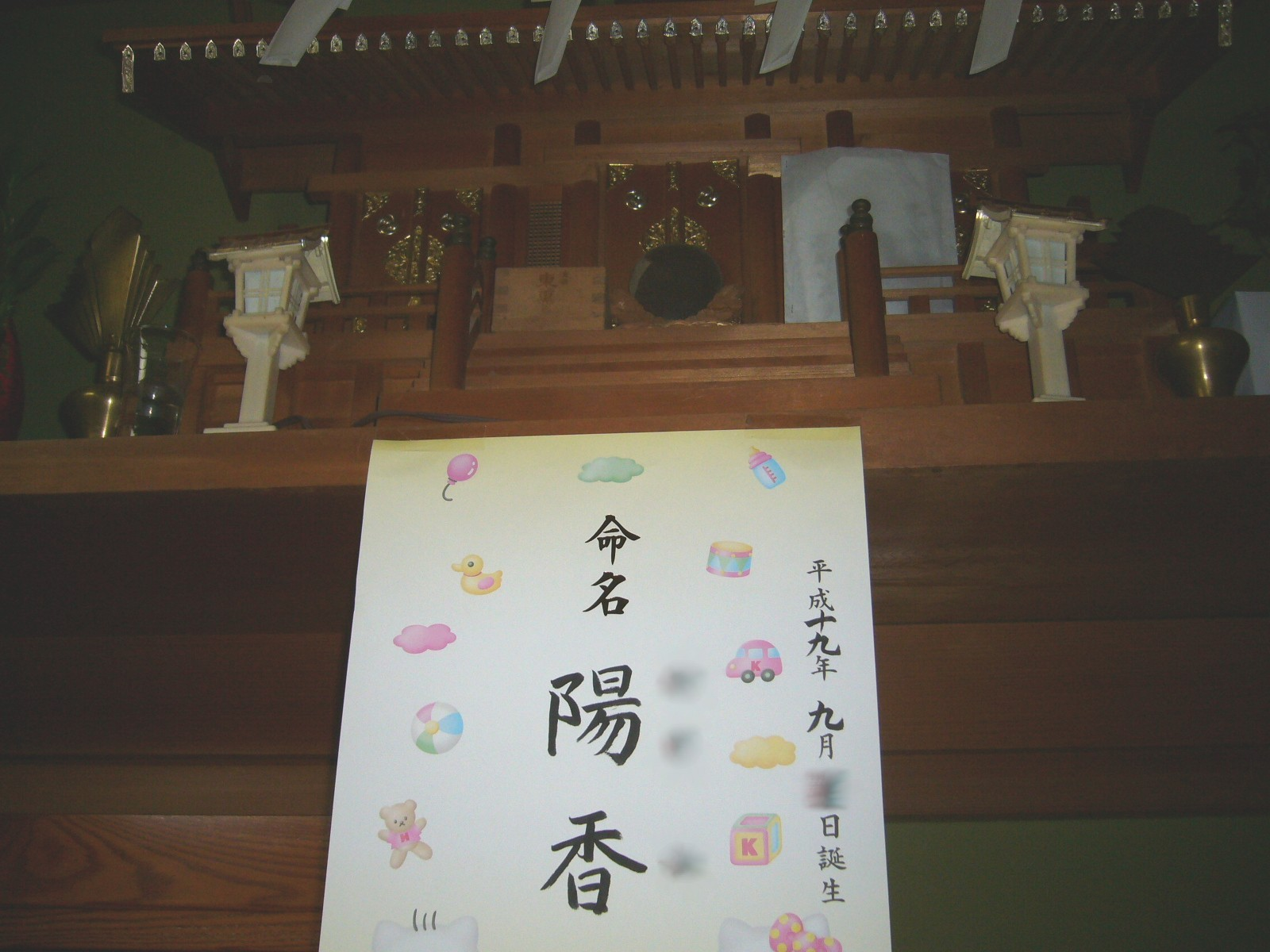